# Puget-Théniers
Puget-Théniers [pyʒɛ tenje] (okzitanisch Lo Puget Tenier, italienisch Poggetto Tenieri) ist eine französische Gemeinde im Département Alpes-Maritimes in der Region Provence-Alpes-Côte d’Azur. Sie gehört zum Kanton Vence und zum Arrondissement Nizza.

## Geographie

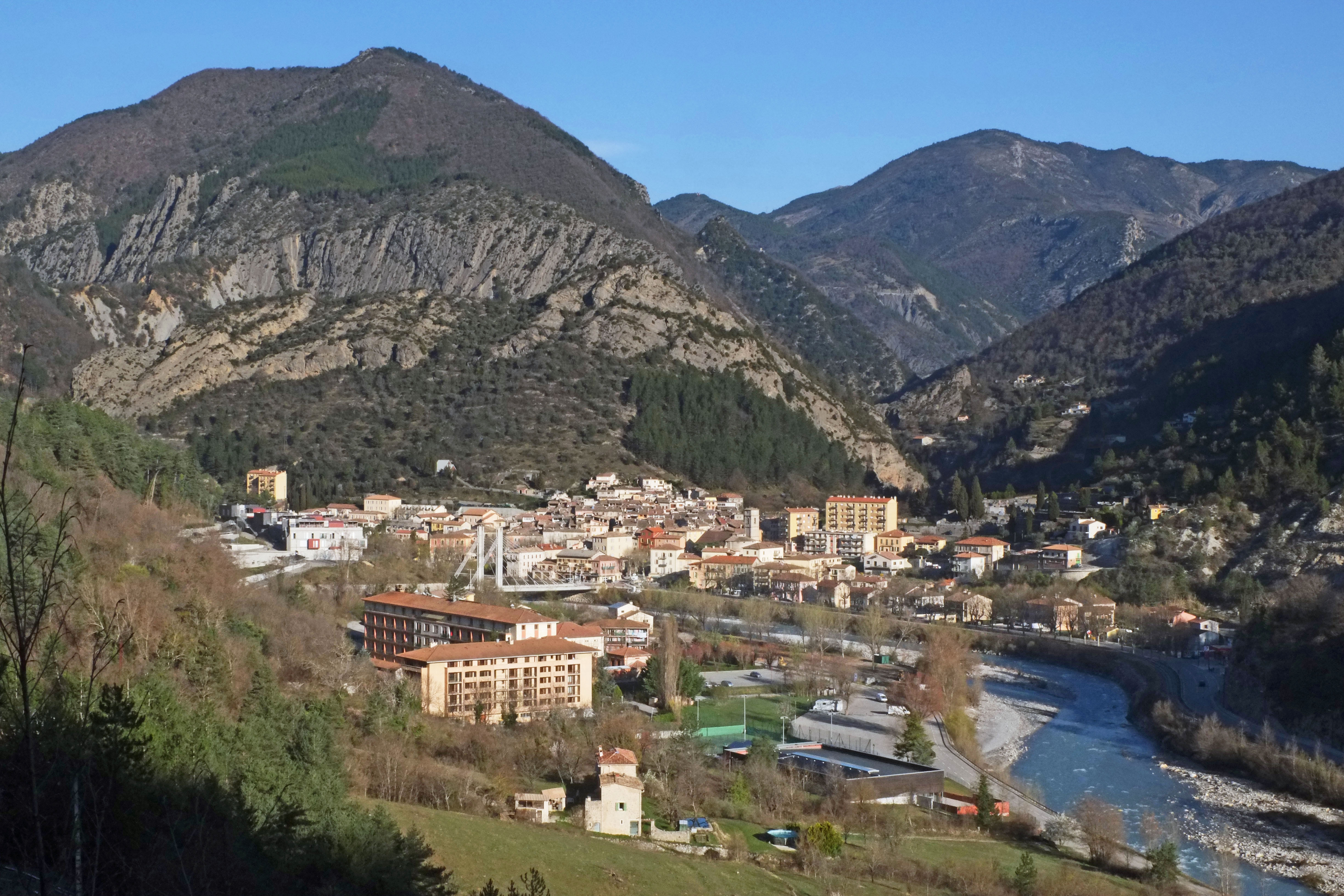
Blick von Südosten auf den Ort und den Fluss Var

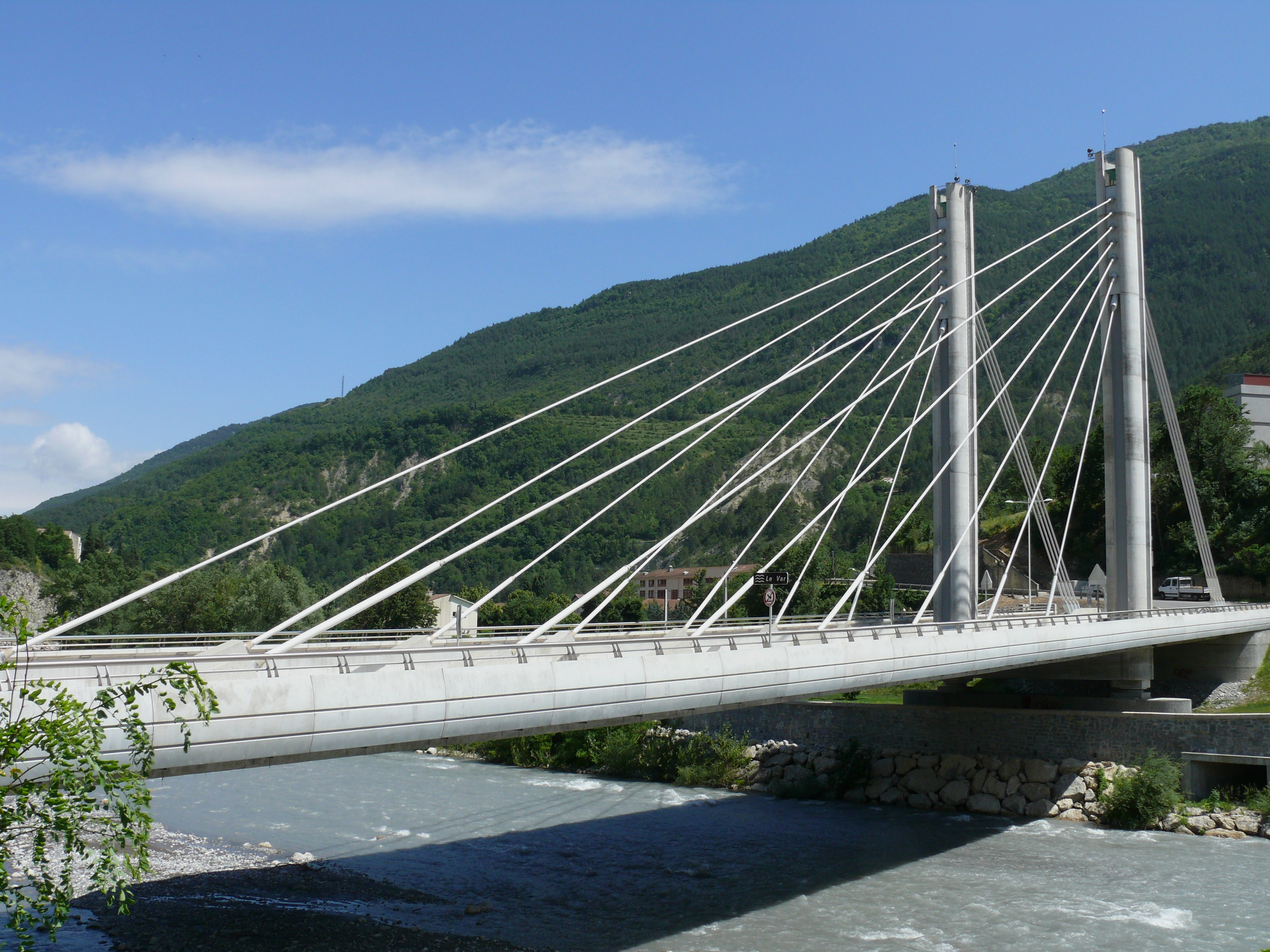
Straßenbrücke über den Var

Der Ort liegt rund 45 Kilometer nordwestlich von Nizza am Ufer des Flusses Var. Die angrenzenden Gemeinden sind La Croix-sur-Roudoule, Auvare und Puget-Rostang im Norden, Rigaud und Touët-sur-Var im Osten, La Penne im Süden, La Rochette im Südwesten sowie Entrevaux im Westen.

## Bevölkerungsentwicklung
| 1962 | 1968 | 1975 | 1982 | 1990 | 1999 | 2006 | 2018 |
| ---- | ---- | ---- | ---- | ---- | ---- | ---- | ---- |
| 1415 | 1488 | 1438 | 1446 | 1703 | 1533 | 1836 | 1860 |

## Sehenswürdigkeiten
Siehe: Liste der Monuments historiques in Puget-Théniers

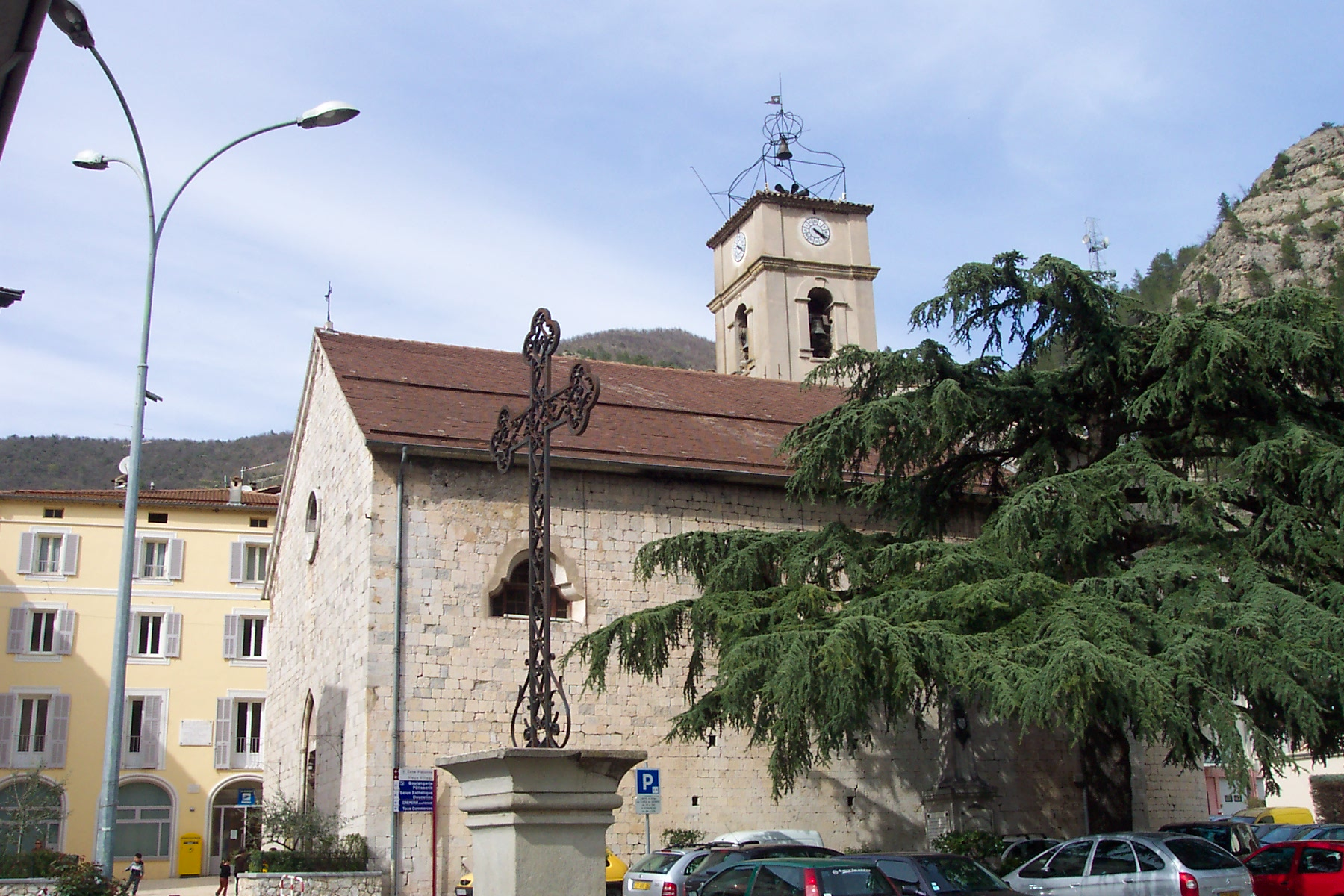
Kirche Notre-Dame-de-l’Assomption
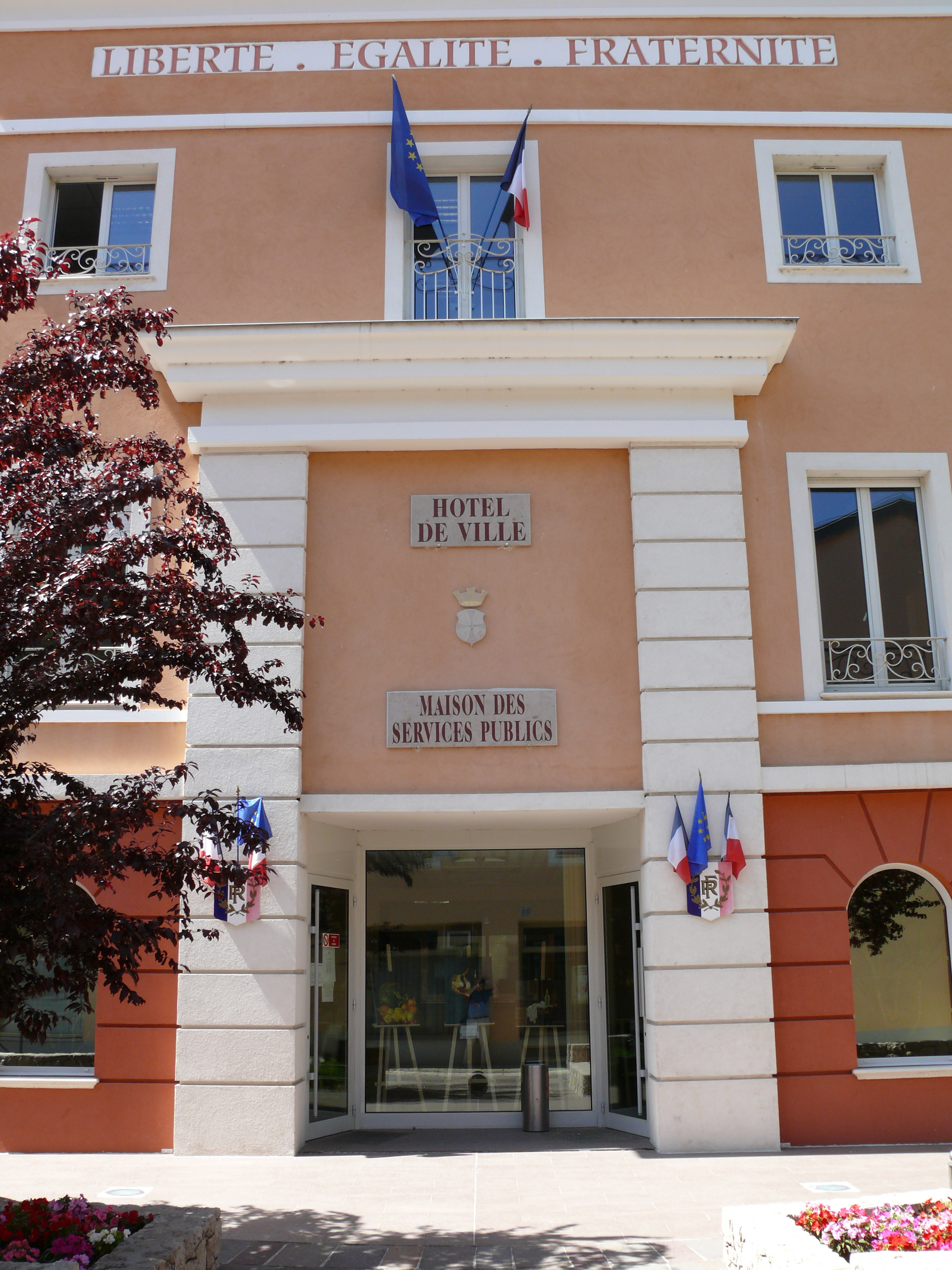
Stadthaus

## Verkehr

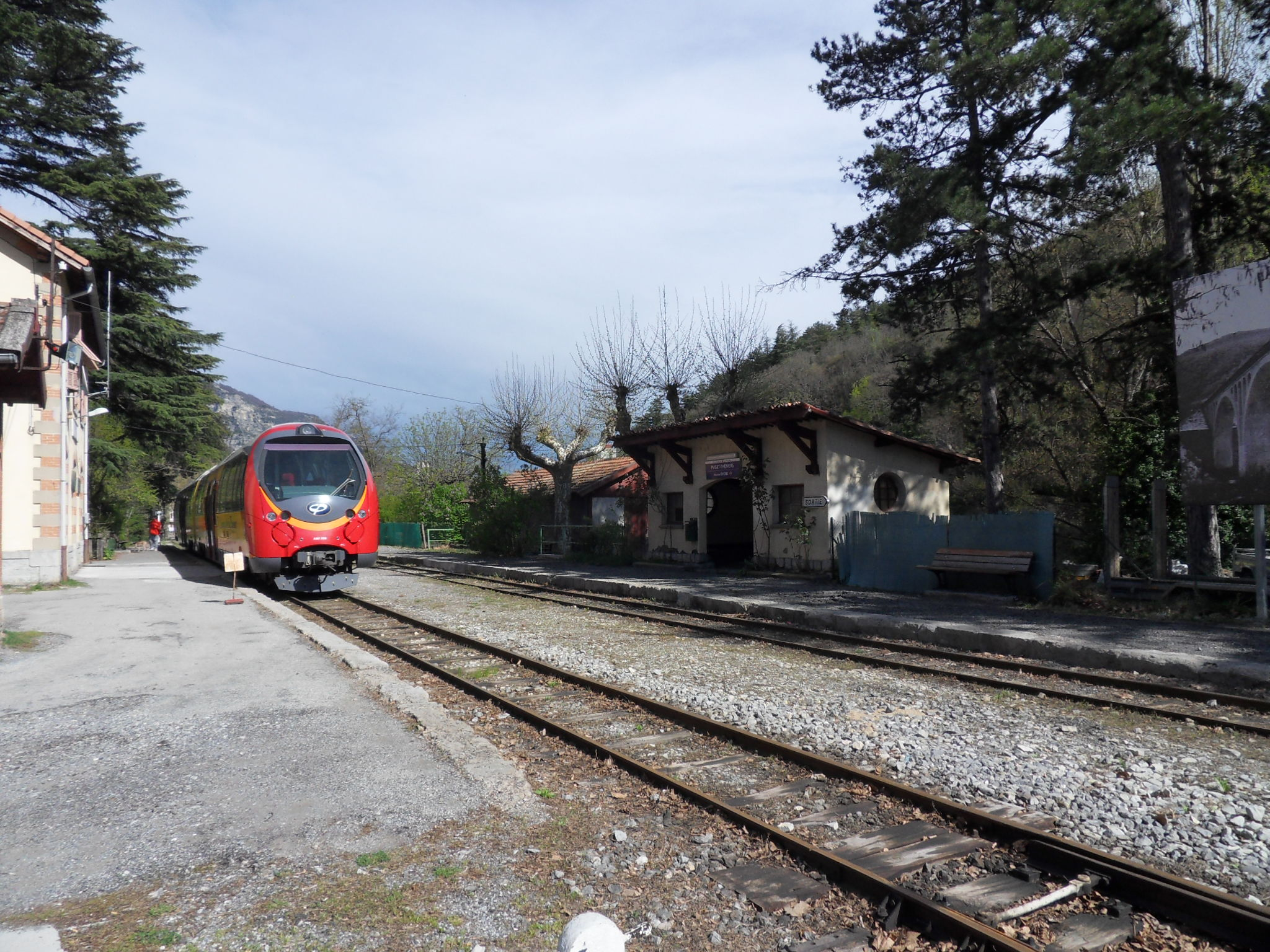
Bahnhof

Puget-Théniers hat einen Bahnhof an der schmalspurigen Bahnstrecke Nizza–Digne-les-Bains, die ab dem 8. August 1892 eine Verbindung mit Nizza herstellte. 1907 wurde diese über den Ort hinaus bis Pont-de-Gueydan verlängert, vier Jahre später war sie durchgehend bis Digne befahrbar.

## Persönlichkeiten
- Jean-Pierre Papon (1734–1803), französischer Historiker und Provenzalist
- Louis-Auguste Blanqui (1805–1881), Revolutionär
- Augusto Riboty (1816–1892), italienischer Admiral und Marineminister